# 득점권
득점권(得點圈) 또는 스코어링 포지션(영어: scoring position)은 야구에서 주자가 2루 또는 3루에 있는 경우를 말하며, 이 때에는 타석에 들어선 타자 안타 하나만으로도 주자의 득점이 가능하기 때문에 이와 같은 이름이 붙는다. 특히, 3루의 경우에는 비교적 깊숙한 뜬공이나 땅볼(2사 제외)으로도 득점이 가능하고, 엔타이틀 투베이스에서도 주자의 득점이 인정된다.
득점권에 주자를 보내기 위해서는 주로 타자를 1루로 출루시키고 도루를 이용하여 2루(득점권)으로 이동할 수 있으며 가장 흔한 방법이다. 혹은 후속타자의 출루를 기대하는 것도 많이 쓰인다. 또한 2루타나 3루타를 이용하여 한번의 타격으로 득점권으로 이동하는 경우도 많다.